# District de Kobda
Le district de Kobda (kazakh : Қобда ауданы) est un district de l’oblys d'Aktioubé au Kazakhstan.  

## Géographie
Le centre administratif du district est la ville de Kobda.

## Démographie
La population est de 19 453 habitants en 2013. 